# Ulaan-Uul
Ulaan-Uul (mongol (écriture cyrillique) : Улаан-Уул сум) est un Sum (district) de Mongolie dans la province de Khövsgöl.